# Unione Sportiva Livorno 1972-1973
Questa voce raccoglie le informazioni riguardanti l'Unione Sportiva Livorno nelle competizioni ufficiali della stagione 1972-1973.

## Stagione
Nella stagione 1972-1973 il Livorno ritorna a giocare in Terza Divisione nel girone B del campionato di Serie C, il presidente è Gastone Vivaldi, proprietario di una agenzia marittima in Via Magenta, la società non ha navigato in buone acque, infatti il 20 marzo 1973 il Tribunale decretò il fallimento della società amaranto per due cambiali mai onorate. A salvare la situazione ci pensò l'ex presidente Ricciotti Paggini che aiutò il Livorno a terminare il campionato. In panchina il fiorentino Andrea Bassi volle in squadra alcuni giovani di valore con i quali disputò un campionato onorevole, con nove reti Nerio Ulivieri ha permesso ai labronici di ottenere il sesto posto con 42 punti. Il torneo è stato vinto dalla Spal con 53 punti che ha così ottenuto la promozione in Serie B.

## Rosa
| N. |                   | Ruolo | Calciatore         |
| -- | ----------------- | ----- | ------------------ |
|    | Italia (bandiera) | P     | Alberto Bertucco   |
|    | Italia (bandiera) | C     | Carlo Carrani      |
|    | Italia (bandiera) | D     | Pierluigi Cencetti |
|    | Italia (bandiera) | C     | Luciano Cherubini  |
|    | Italia (bandiera) | D     | Eros Chesi         |
|    | Italia (bandiera) | C     | Piero Lenzi        |
|    | Italia (bandiera) | D     | Piero Maggini      |
|    | Italia (bandiera) | A     | Fabio Marchini     |
|    | Italia (bandiera) | C     | Riccardo Martelli  |
|    | Italia (bandiera) | A     | Ilario Micheli     |
|    | Italia (bandiera) | A     | Renato Mola        |
|    | Italia (bandiera) | A     | Franco Mondello    |
|    | Italia (bandiera) | A     | Silvio Monti       |

| N. |                   | Ruolo | Calciatore         |
| -- | ----------------- | ----- | ------------------ |
|    | Italia (bandiera) | C     | Flavio Parola      |
|    | Italia (bandiera) | C     | Diego Pupo         |
|    | Italia (bandiera) | A     | Angelo Raffaelli   |
|    | Italia (bandiera) | D     | Mauro Simonetti    |
|    | Italia (bandiera) | C     | Edoardo Spagnoli   |
|    | Italia (bandiera) | C     | Gianni Tanello     |
|    | Italia (bandiera) | P     | Ugo Tani           |
|    | Italia (bandiera) | D     | Alessio Tendi      |
|    | Italia (bandiera) | P     | Roberto Terreni    |
|    | Italia (bandiera) | D     | Leonardo Tramonti  |
|    | Italia (bandiera) | A     | Nerio Ulivieri     |
|    | Italia (bandiera) | C     | Bruno Virga        |
|    | Italia (bandiera) | C     | Luciano Zanardello |

## Risultati

### Serie C

#### Girone di andata
| Arbitro: | Zacchetti (Milano) |

|                      |           |  |
| Cherubini 55’ (rig.) | Marcatori |  |

| San Benedetto del Tronto 24 settembre 1972 2ª giornata | Sambenedettese     | 0 – 0 | Livorno | Stadio Fratelli Ballarin\| Arbitro: \| Stagnoli (Bologna) \| |
| Arbitro:                                               | Stagnoli (Bologna) |       |         |                                                              |

| Arbitro: | Esposito (Torre Annunziata) |

|  |           |                |
|  | Marcatori | 86’ Ciccotelli |

| Ferrara 8 ottobre 1972 4ª giornata | SPAL           | 0 – 0 | Livorno | Stadio Comunale\| Arbitro: \| Frasso (Capua) \| |
| Arbitro:                           | Frasso (Capua) |       |         |                                                 |

| Arbitro: | Laurenti (Padova) |

|               |           |                      |
| Cavallito 78’ | Marcatori | 11’ (rig.) Cherubini |

| Arbitro: | Andreoli (Padova) |

|           |           |  |
| Monti 73’ | Marcatori |  |

| Arbitro: | Moretto (San Donà di Piave) |

|                          |           |  |
| Ulivieri 1’ Cencetti 28’ | Marcatori |  |

| Prato 5 novembre 1972 8ª giornata | Prato           | 0 – 0 | Livorno | Stadio Lungobisenzio\| Arbitro: \| Celli (Trieste) \| |
| Arbitro:                          | Celli (Trieste) |       |         |                                                       |

| Arbitro: | Martinelli (Catanzaro) |

|             |           |  |
| Piccoli 54’ | Marcatori |  |

| Arbitro: | Artico (Padova) |

|             |           |              |
| Ulivieri 8’ | Marcatori | 63’ Morosini |

| Arbitro: | Schena (Foggia) |

|           |           |  |
| Giudo 66’ | Marcatori |  |

| Arbitro: | Busalacchi (Palermo) |

|         |           |  |
| Mola 7’ | Marcatori |  |

| Viterbo 10 dicembre 1972 13ª giornata | Viterbese        | 0 – 0 | Livorno | Stadio della Palazzina\| Arbitro: \| Broglia (Milano) \| |
| Arbitro:                              | Broglia (Milano) |       |         |                                                          |

| Arbitro: | Benedetti (Roma) |

|                      |           |  |
| Cherubini 52’ (rig.) | Marcatori |  |

| Arbitro: | Levrero (Genova) |

|                              |           |                 |
| Boscolo 11’, 46’ Tuttino 60’ | Marcatori | 90’ (aut.) Lodi |

| Arbitro: | Vaccaro (Torino) |

|                         |           |  |
| Zanardello 29’ Mola 40’ | Marcatori |  |

| Arbitro: | Moretto (San Donà di Piave) |

|                          |           |                       |
| Donatello 9’ Bencini 70’ | Marcatori | 14’ Mola 92’ Ulivieri |

| Arbitro: | Lanzetti (Viterbo) |

|  |           |                |
|  | Marcatori | 77’ Zanardello |

| Livorno 28 gennaio 1973 19ª giornata | Livorno        | 0 – 0 | Anconitana | Stadio Ardenza\| Arbitro: \| Fiumara (Roma) \| |
| Arbitro:                             | Fiumara (Roma) |       |            |                                                |

#### Girone di ritorno
| Arbitro: | Grassi (Savona) |

|              |           |  |
| Cervigni 68’ | Marcatori |  |

| Arbitro: | Turiano (Reggio Calabria) |

|                             |           |              |
| Zanardello 15’ Mondello 55’ | Marcatori | 59’ Chimenti |

| Arbitro: | Zacchetti (Milano) |

|               |           |  |
| Santonico 31’ | Marcatori |  |

| Arbitro: | V. Lattanzi (Roma) |

|              |           |                       |
| Mondello 41’ | Marcatori | 38’ Goffi 45’ Pezzato |

| Arbitro: | Scolari (Verona) |

|                                     |           |  |
| Cherubini 23’ (rig.) Zanardello 63’ | Marcatori |  |

| Arbitro: | Barboni (Firenze) |

|               |           |          |
| Barontini 37’ | Marcatori | 31’ Pupo |

| Arbitro: | Governa (Alessandria) |

|               |           |  |
| Polesello 32’ | Marcatori |  |

| Arbitro: | Iseppi (San Donà di Piave) |

|                             |           |             |
| Ulivieri 15’ Zanardello 24’ | Marcatori | 60’ Turella |

| Arbitro: | Grillenzoni (Finale Emilia) |

|              |           |  |
| Martelli 22’ | Marcatori |  |

| La Spezia 15 aprile 1973 29ª giornata | Spezia           | 0 – 0 | Livorno | Stadio Alberto Picco\| Arbitro: \| Tempio (Catania) \| |
| Arbitro:                              | Tempio (Catania) |       |         |                                                        |

| Arbitro: | Chiozza (Genova) |

|                  |           |  |
| Mondello 1’, 15’ | Marcatori |  |

| Arbitro: | Lupi (Genova) |

|            |           |  |
| Morosi 52’ | Marcatori |  |

| Arbitro: | Vaccaro (Torino) |

|                                  |           |             |
| Ulivieri 3’ Cherubini 90’ (rig.) | Marcatori | 55’ Petrolo |

| Arbitro: | Scolari (Verona) |

|                       |           |  |
| Zanardello 42’ (aut.) | Marcatori |  |

| Arbitro: | Mattei (Macerata) |

|                      |           |          |
| Pupo 6’ Ulivieri 55’ | Marcatori | 64’ Lodi |

| Arbitro: | Marti (Napoli) |

|                |           |  |
| Bacchilega 57’ | Marcatori |  |

| Arbitro: | Fiumara (Roma) |

|                                         |           |               |
| Ulivieri 40’ Martelli 65’ Raffaelli 89’ | Marcatori | 83’ Donatello |

| Arbitro: | Iseppi (San Donà di Piave) |

|              |           |            |
| Cencetti 25’ | Marcatori | 89’ Casini |

| Arbitro: | Morato (Padova) |

|                   |           |                                  |
| Ulivieri 10’, 81’ | Marcatori | 29’ Cantagalli 85’ (rig.) Caccia |